# The Lazarus Project
The Lazarus Project (cunoscut anterior sub numele de The Heaven Project) este un film de drama / thriller american din 2008 regizat și scris de John Patrick Glenn. Îl are în rol principal pe Paul Walker în rolul lui Ben, un fost criminal care primește a doua șansă la viață și se trezește misterios lucrând la un spital de psihiatrie. Piper Perabo, Linda Cardellini, Malcolm Goodwin, Tony Curran și Bob Gunton joacă, de asemenea, în film, care a fost lansat pe DVD pe 21 octombrie 2008.

## Descriere
Ben Garvey, un criminal reformat, își pierde locul de muncă din cauza antecedentelor sale criminale. Fratele său Ricky vine în vizită după ce a fost eliberat din închisoare și îl convinge să comită un jaf de praf  de aur dintr-un laborator. Jaful merge în mod îngrozitor și Ricky și alți doi sunt uciși. Condamnat la moarte, Ben primește vizita soției și fiicei sale; Ben îi spune fiicei sale că nu se mai întoarce. Apoi merge și se pregătește pentru injecția letală. Se presupune că Ben este ucis, dar este arătat urmând să facă o plimbare de la un bărbat necunoscut care întreabă dacă este noul îngrijitor al unui spital psihiatric din apropiere într-un mic oraș din Oregon. Lui Ben i se spune că i s-a dat o a doua șansă de la Dumnezeu și să înceapă să lucreze ca îngrijitor de teren la spitalul mintal local. Ben vrea să plece acasă, dar este refuzat și, pe măsură ce trece timpul, și cu o soție și o fiică pe care le-a lăsat în urmă, se întreabă dacă a înșelat cu adevărat moartea sau dacă a devenit parte a unui plan științific mult mai sinistru atât pentru el, cât și pentru alți deținuți la spital.